# Historia de la navegación astronómica

## Observaciones sin cronómetro

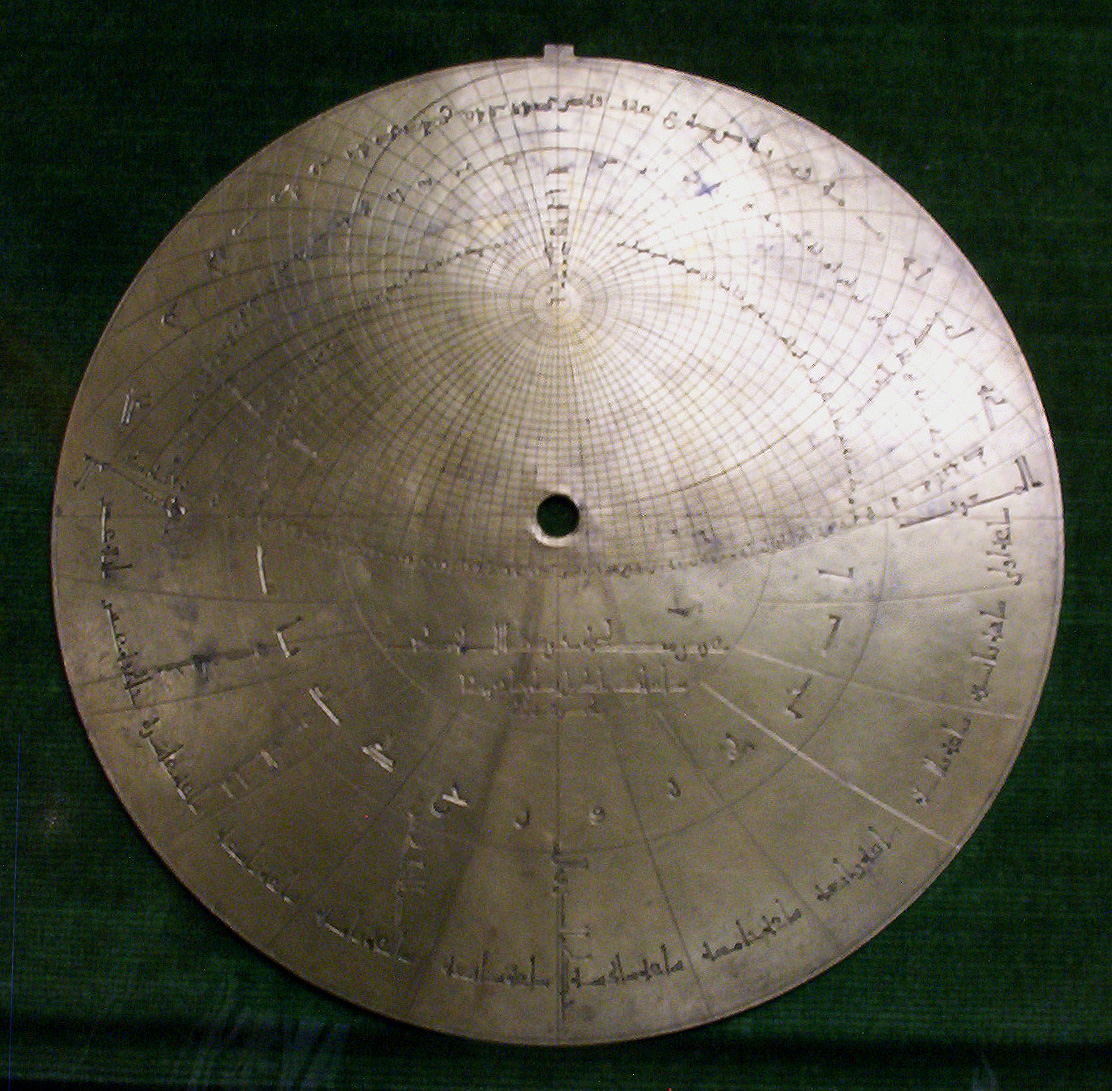
Lámina de un astrolabio andalusí del s. XI (M.A.N., Madrid).

El astrolabio es una invención de los antiguos griegos reintroducida por los árabes en la península ibérica hacia el siglo XI. Desde ahí se extendió al resto de Europa. A finales de la Edad Media y durante el Renacimiento, estaba muy extendido. Para tomar una observación requería de tres hombres y daba una precisión bastante baja, del orden de dos a cuatro grados de arco. Se utilizaba para determinar la latitud mediante la observación de la estrella polar o la observación del paso meridiano del Sol. 
La ballestilla de cruceta es de invención medieval y tenía la ventaja de que podía ser usada por un solo hombre pero era muy poco práctica porque necesitaba visualizar y alinear simultáneamente un extremo de la cruceta con el horizonte y el otro extremo con el astro. Esto es muy difícil de hacer. 
Otro instrumento árabe medieval es el kamal que está basado en el mismo principio que la ballestilla de cruceta. En el kamal la cruceta se ve reducida a una tablilla con un cordel con nudos. El observador sujetaba un nudo determinado entre los dientes, lo cual fijaba la distancia de la tablilla a sus ojos y, por lo tanto, el ángulo formado por el ojo y los bordes de la tablilla. Los nudos se hacían de forma que correspondiesen con la latitud de diversos puertos o lugares y la observación permitía saber si la latitud del observador era mayor o menor. 
En 1590 Davis inventó el cuadrante que lleva su nombre. Este permitía a una sola persona tomar la altura del sol con algo más de precisión que un astrolabio. El observador, con su espalda al sol, alinea la sombra del sol sobre el visor con el horizonte lo que se hace con una sola línea recta de visión y evita el problema principal de la ballestilla de cruceta donde el observador necesita visualizar dos líneas simultáneamente. El cuadrante de Davis sufrió varios cambios y mejoras a lo largo de su existencia por lo que los últimos modelos eran bastante diferentes del original.
Así que, hasta mediados del siglo XVIII, la latitud se determinaba mediante la observación de la altura de la estrella polar ("regimiento del Norte") o de la observación meridiana del Sol ("regimiento del Sol") utilizando el astrolabio y más tarde el cuadrante. Los marinos tenían tablas cuadrienales que daban la declinación del sol para cada día del año y con esta información y la observación de la altura del sol en su paso meridiano es relativamente sencillo determinar la latitud. Este método ha permanecido como tradición prácticamente hasta nuestros días a pesar de la existencia de métodos mucho más versátiles. 
Alrededor de 1750 se inventó el sextante que permitía una observación mucho más precisa de la altura de los astros, lo cual redundaba en una determinación más precisa de la latitud. Con algunas mejoras y perfeccionamientos menores permaneció fundamentalmente igual hasta el siglo XX. De todas formas, los pilotos tardaron tiempo en desechar sus cuadrantes y pasarse a los sextantes que eran más complicados y caros. 
Los marinos seguían, sin embargo, sin tener un medio de determinar su longitud geográfica mediante observaciones astronómicas. La invención del telescopio y los avances de la astronomía permitieron que a finales del siglo XVIII se pudiera predecir la posición de los astros con bastante exactitud y a finales del siglo XVIII el Real Observatorio Británico de Greenwich empezó a publicar el almanaque náutico, que sigue siendo una de las herramientas básicas de la navegación astronómica hasta nuestros días.

## Desarrollo del cronómetro

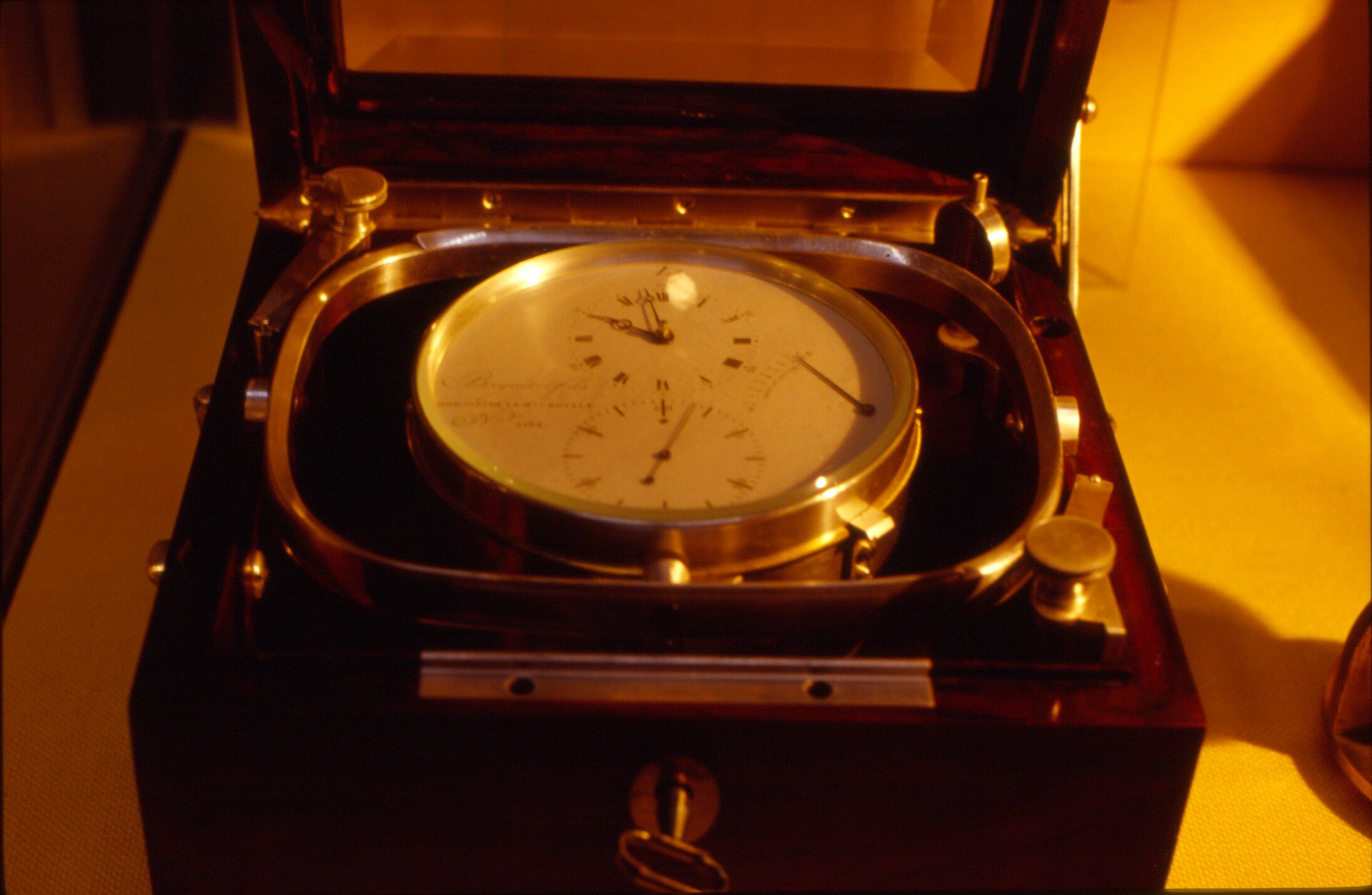
Cronómetro marino montado sobre anillos cardánicos

Ya antes de 1700 se había hecho todo el estudio teórico necesario que permitiría la determinación de la longitud geográfica a partir de observaciones astronómicas, primero de eclipses de Luna y, a partir de la invención del telescopio, de la posición de los satélites de Júpiter. Estos métodos se aplicaron con éxito en el siglo XVI para medir la diferencia de longitud entre América y España, y a partir de finales del XVII para determinar la longitud del Mediterráneo.
Sin embargo, para los marinos estos métodos no eran aplicables y la medida de la longitud estaba condicionada a que el observador conociera con cierta precisión la hora en el meridiano de referencia en el momento de la observación o, lo que es lo mismo, la diferencia horaria entre el punto de la observación y el meridiano de referencia. Hasta ese momento el tiempo a bordo se medía mediante ampolletas de arena que los grumetes invertían cada media hora. Este sistema era, evidentemente, poco preciso y totalmente inadecuado para la navegación astronómica, que requiere mucha más precisión. El problema de la determinación de la longitud geográfica era, por tanto, un problema de poder saber con precisión la hora en el meridiano de referencia. 
España y otros países habían ofrecido recompensas a quien inventara y construyera un cronómetro pero ni siquiera esto produjo la deseada invención. A mediados del siglo XVIII Inglaterra ofreció una gran recompensa a quien "descubriera la longitud geográfica en el mar con una precisión de 60 millas tras un viaje de seis semanas en el mar". Esta precisión puede parecer muy poco hoy en día, pero en la práctica supone conocer la hora con una precisión de cuatro minutos de tiempo tras el paso de seis semanas. En aquella época era lo más que se podía pedir. 
Al contrario que otras invenciones de la Edad Moderna que hicieron uso de tecnología existente dándole nuevos usos, la invención del cronómetro fue producto de la necesidad y la tecnología necesaria tuvo que ser inventada y desarrollada. 
Desde que Galileo descubrió el ritmo constante del péndulo de gravedad los inventores habían tratado de inventar un reloj basado en este principio pero los resultados eran imperfectos en tierra firme y esos cronómetros no podían funcionar en un buque en movimiento. Todo el siglo XVIII fue dedicado a la invención del cronómetro pero los pilotos tuvieron que esperar a la segunda mitad del XIX y manejarse sin él con las distancias lunares. 
Como respuesta de la oferta inglesa, John Harrison acopló el péndulo con un movimiento de escape de su invención y produjo los primeros cronómetros "transportables" durante el siglo XVIII. El primero pesaba 30 kilos y necesitaba unos enormes soportes con cardan para mantener el mismo ángulo respecto a la horizontal, cosa imposible en caso de temporal, solo el "Harrison IV" era efectivo en el mar. Años de trabajo y mejoras produjeron, finalmente, cronómetros prácticos y que podían ser fabricados en serie. 
Solamente a partir de principios del siglo XIX se empezaron a fabricar cronómetros útiles, pero que todavía eran muy caros, por lo que durante la primera mitad del siglo muchos buques todavía navegaban sin cronómetro.
Una vez que el cronómetro estuvo disponible a principios del siglo XIX, el piloto tenía a su alcance para la navegación astronómica las mismas herramientas que fueron utilizadas hasta el comienzo de la segunda mitad del siglo XX: sextante, cronómetro y almanaque náutico. Desde entonces, y hasta la progresiva implantación de los métodos de navegación por satélite (como el GPS), los avances en la navegación astronómica se centraron no en los instrumentos mecánicos, sino en la teoría de métodos y cálculos usados en la reducción de las observaciones.

## Observaciones cronometradas
Con la llegada del cronómetro se podía determinar la longitud geográfica. Esto se hacía generalmente de la siguiente forma: el piloto calculaba su latitud por el procedimiento que siempre había usado: por la observación meridiana del sol. Esta observación se llamaba "observación meridiana" y no requería del uso del cronómetro. Luego realizaba una observación de un astro que tuviera un acimut muy próximo a 90° o 270°, es decir E o W. Esta observación se llamaba "observación cronometrada" o "temporal" porque se anotaba la hora de la observación. En ese momento estimaba su latitud avanzando su latitud meridiana mediante cálculos de estima. Utilizando la nueva latitud en sus cálculos y los datos de la observación cronometrada obtenía su longitud geográfica. Al proceso matemático de cálculos que se sigue con una observación para llegar a un resultado en forma de posición se llama reducción de la observación.
En este caso el navegante tiene como datos la posición del astro en el momento de la observación, es decir su ángulo horario referido a Greenwich GHA y su declinación dec. además de la altura observada Ho. Entonces asume una latitud (dada por su navegación de estima y calcula la longitud geográfica resultante lon. Primero determina el ángulo horario local LHA, es decir, el ángulo horario entre su posición y la posición del astro.
| {\displaystyle \cos(LHA)={\frac {\sin(Ho)-\sin(lat)\cdot \sin(dec)}{\cos(lat)\cdot \cos(dec)}}={\frac {\sin(Ho)}{\cos(lat)\cdot \cos(dec)}}-\tan(lat)\cdot \tan(dec)} |

Una vez determinado LHA es fácil determinar la longitud lon ya que 
| {\displaystyle lon(W)=GHA-LHA} |

Como puede verse la fórmula principal es compleja si ha de resolverse solamente con la ayuda de tablas. 
Geométricamente el problema se ve que consiste en determinar dónde el círculo de igual altura corta al paralelo de latitud correspondiente. Puede verse que será en dos puntos y así la ecuación matemática también tendrá dos soluciones de las cuales una se desecha por no ser obviamente la solución buscada.
La observación cronometrada complementaba a la observación meridiana y era su paso siguiente más lógico. Fue más fácilmente aceptado por los pilotos que hubiera sido un sistema radicalmente nuevo y distinto y se convirtió en el método usual de aquella época.
Una forma sencilla de calcular la situación del navegante es, teniendo un cronómetro que marque la hora de Tiempo Universal (T.U.), cuando el Sol esté en su máxima altura sobre el horizonte frente al navegante (dirigiendo el sextante en la dirección en que se encuentra más próximo el ecuador) anotar su altura angular sobre el horizonte, la hora que marca el cronómetro y la Declinación que tiene el Sol a esa hora (los datos para encontrar el valor de tal Declinación aparecen en el Almanaque Náutico). La hora anotada es la del paso del Sol por el meridiano del navegante. De esta hora se resta la hora de T.U. a la que el Sol pasó sobre el meridiano de Greenwich (que también viene en el Almanaque Náutico y que suele ser hacia las 12 h. del T.U.) con lo que obtenemos el tiempo que ha tardado el Sol desde que pasó por el meridiano 0° hasta que ha pasado por el meridiano del navegante. Dado que en una hora el Sol recorre 15°, por regla de tres se obtiene que el tiempo trascurrido en minutos de hora dividido por 4 nos da el valor en grados de la longitud en que se encuentra el navegante. Los decimales de esta longitud se transforman en minutos de grado multiplicándolos por 60. Así tenemos, aproximadamente, la longitud en grados, minutos y decimales de minuto en la que se encuentra el navegante. La latitud en que se encuentra el navegante cuando pasa el Sol por su meridiano se puede conocer calculando la latitud en que en ese momento se encuentra el cenit del navegante dado que son del mismo valor. Tal latitud del cenit se obtiene restando de la declinación del Sol la "distancia cenital" del Sol(= coaltura =90°-altura) cuando este astro está pasando por el meridiano del navegante y dando a tal "distancia cenital" valor positivo si se mide en dirección norte y negativo si se mide en dirección sur  (Lat=Decl-Distancia cenital ([Dc + ⇒ N] y [Dc - ⇒ S])) (la distancia cenital es la distancia angular existente entre el cenit del navegante y el astro y la Declinación es la distancia angular entre el astro y el Ecuador celeste) (La variación de la altura del Sol es mínima cuando el astro está próximo al meridiano del navegante por lo que se recurre a estratagemas para detectar su paso por tal meridiano como, por ejemplo, ir haciendo tomas seriadas -cada unos cinco o diez minutos- de la altura del Sol cuando está próximo al mediodía del navegante y anotando el valor de esas alturas y las horas de T.U. correspondientes; con estos datos se hace una gráfica en que las coordenadas son el T.U. y la altura del astro: en la curva resultante de unir esas alturas sucesivas se puede calcular por aproximación cuando el Sol ha estado a su máxima altura, cual era el valor de esta y cual era la hora de T.U. en que esto ocurría).

## Correcciones
Según los sextantes se iban haciendo más precisos en su fabricación y manejo, se fueron teniendo en cuenta y corrigiendo en los cálculos errores que antes se habían ignorado. Entre ellos se pueden contar:
- Error instrumental (propio del instrumento)
- Refracción atmosférica (notable especialmente en observaciones de baja altura, menor a 10 grados)
- Depresión del horizonte (ya que el horizonte está situado por debajo del observador)
- Paralaje (notable en el caso de la Luna y astros próximos a la Tierra)
- Semidiámetro (en el caso de cuerpos con diámetro aparente, Sol y Luna, al observar el limbo)
- Aumento (el semidiámetro de la Luna se estandariza para la distancia desde el centro de la tierra pero cuando se observa con cierta altura sobre el horizonte la distancia desde el observador es menor y el semidiámetro aparente aumenta)

## Comparación con la topografía
Ligeramente aparte del tópico central que nos ocupa que es la navegación astronómica en el mar, es interesante notar que los fabricantes de mapas y los topógrafos terrestres de la época se enfrentaban al mismo problema de determinar su posición mediante observaciones astronómicas pero llegaron a soluciones muy distintas. El piloto marino tiene una visión clara del horizonte a su alrededor y puede determinar la altura H del astro sobre el horizonte pero esto no sucede en tierra firme. Por otra parte el piloto no tiene medios de determinar el acimut de un astro con precisión ni el momento preciso de su tránsito meridiano. Por el contrario un observatorio astronómico terrestre tiene medios para determinar estas magnitudes con facilidad y precisión. Por estos motivos los sistemas utilizados por navegantes marinos y por topógrafos terrestres eran fundamentalmente distintos.

## Desarrollo de métodos de reducción modernos

### Sumner
En 1837 el capitán Sumner se acercaba a la costa inglesa y estaba preocupado por su posición tras varios días de niebla sin observaciones. Una abertura momentánea en las nubes le permitió tomar una observación cronometrada pero no estaba seguro de su latitud por lo que decidió resolver la longitud utilizando varias suposiciones de latitud. Al hacerlo descubrió que las distintas posiciones obtenidas estaban alineadas y que la prolongación de la línea pasaba por un faro determinado. A pesar de que no estaba seguro de su latitud sabía que su posición estaba a lo largo de esta línea recta por lo que puso el rumbo para seguir por la misma línea hasta que, efectivamente, avistó el faro. Al capitán Sumner se atribuye la invención del concepto de "Línea de Posición" (LP). Hoy sabemos, por supuesto, que la LP es un segmento de un círculo menor llamado circunferencia de alturas iguales. Cualquier observador situado en cualquier punto de este círculo observará el astro con la misma altura. 
El método del capitán Sumner de resolver la longitud para dos latitudes distintas y, de esta forma, determinar una LP estaba en línea con lo que se había hecho hasta ese momento y fue adoptado por los pilotos sin resistencia pero todavía el proceso de determinación de la posición era el de avanzar por estima la latitud obtenida de la observación meridiana y cruzarla con LP obtenidas por observaciones cronometradas. 
La reducción de la observación cronometrada era compleja y debía ser resuelta por duplicado, para dos latitudes distintas. Además el astro observado en la observación cronometrada debía tener un acimut muy próximo a E o W. Si el acimut del cuerpo observado se separaba mucho de lo deseado crecía el error y, además, los puntos obtenidos caerían fuera de la carta.
A finales del siglo XIX se buscaba la forma de simplificar los cálculos y de mejorar la precisión de los resultados. Hacia 1872 el capitán francés Marcq Saint Hilaire publicó un método de aproximaciones sucesivas que llamó de point rapproche. En 1877 el astrónomo parisino Antoine-Joseph Yvon Villarceau (1813 – 1883) y el oficial naval Aved de Magnac publicaron un sistema que denominaron de interceptación del acimut y que se ha difundido con el nombre de St. Hilaire aunque este no fue su inventor. Este método se difundió rápidamente y fue el más utilizado hasta nuestros días.
En este método el piloto asume una posición cualquiera, que puede ser su posición estimada pero esto no es necesario y basta con que la posición asumida esté razonablemente cerca de la posición real. El resultado de la reducción es una LP que siempre será la misma, con independencia de la posición asumida para el cálculo. 
El procedimiento es como sigue: el piloto realiza una observación astronómica y anota la hora exacta y la altura Ho observada. A continuación hace un cálculo donde asume la altura calculada Hc con la que observaría el astro si su posición de observador fuera la posición asumida para el cálculo. La diferencia entra Ho y Hc es la distancia entre la posición real y la posición asumida para el cálculo (los cálculos anteriores son matemáticos y lo que sigue es proceso gráfico en la carta de navegación) por lo que el piloto traza una recta desde el punto de la posición asumida con la dirección del acimut del astro observado y desde la posición asumida mide la distancia Ho - Hc hacia el astro. Si Ho es mayor entonces la distancia se mide en sentido inverso. En ese punto traza una perpendicular a la línea de acimut y esa nueva línea es su Recta de altura LP. En el momento de la observación el observador estaba situado en algún punto de esa LP. Cruzando varias LPs obtenidas por este nuevo procedimiento se obtiene la posición real. 
Las fórmulas utilizadas para obtener Hc y Z son:
| {\displaystyle \sin(Hc)=\sin(lat)\cdot \sin(dec)+\cos(lat)\cdot \cos(dec)\cdot \cos(LHA)} |

| {\displaystyle \tan(Z)={\frac {\sin(LHA)}{\sin(lat)\cdot \cos(LHA)-\cos(lat)\cdot \tan(dec)}}} |

Como hemos visto, tanto el método de Sumner como el de St. Hilaire nos obligan a asumir una posición desconocida para obtener un resultado que depende de la certeza de la posición asumida. Esto se debe a que una sola observación nos da una LP y no un punto. La gran ventaja del método de St. Hilaire es que quita la constricción de que la observación debe ser de un cuerpo con acimut E-W y funciona igualmente bien con cualquier observación independientemente del acimut del cuerpo observado. Un piloto puede tomar varias observaciones simultáneas de varios astros o del mismo astro en observaciones separadas por varias horas, y reducir todas estas observaciones por el mismo método de forma que cada observación produce una LP y las varias LPs se cortan en el punto de posición. 
Este método, a pesar de sus innegables ventajas, tardó en ser aceptado debido a que era muy diferente del método de Sumner al que reemplazaba. La naturaleza humana tiende a mantener lo conocido y a desconfiar de lo nuevo. El método de St. Hilaire ha permanecido como el método estándar hasta nuestros días a pesar de que algunos pilotos gustan de utilizar la observación meridiana por pura tradición. 
Con el método de St. Hilaire, como con el método de Sumner, los cálculos son complejos y sujetos a errores debido a la necesidad de resolver un triángulo esférico. A pesar del uso de herramientas como logaritmos y tablas trigonométricas se tardaba tiempo en hacer los cálculos de reducción de cada observación y, a menudo, había que repetirlos si aparentemente se había colado un error.
Este cálculo se basa en que un navegante se encuentra en uno de los dos puntos de la superficie terrestre en que se cortan los "círculos de igual altura" de dos astros visibles en ese momento por tal navegante o de un mismo astro cuando ese astro se ha "desplazado" transcurrido un tiempo. Se llama "círculo de igual altura" al círculo de la superficie terrestre desde el que se ve a un determinado astro a la misma altura sobre el horizonte; el centro de tal círculo es la proyección de ese astro sobre la superficie terrestre y se llama "pie de astro" o "polo de iluminación del astro"; el radio de ese círculo es la proyección en la superficie terrestre de la coaltura del astro (=90-altura=distancia angular entre el astro y el cenit del navegante= distancia cenital); obviamente, el navegante se encuentra en algún punto de tal círculo. Si el navegante se encuentra a la vez en dos "círculos de igual altura" parcialmente solapados, estará en uno de los dos puntos en que esos círculos se cortan (se desprecia el punto menos probable). Si son tres los círculos que se cortan en un solo punto el navegante estará en ese punto y no es preciso desechar un segundo punto.
Un navegante para conocer la situación del punto de la superficie terrestre donde se encuentra recurriendo a encontrar la situación del punto de corte de los "círculos de igual altura" de los astros que observa mide con el sextante la altura angular sobre el horizonte a que se encuentra cada uno de los astros que va a emplear en el cálculo y lo anota así como la "declinación" y el "ángulo Horario a Greenwich" en que se encuentran tales astros a la hora de T.U. en que ha medido su altura si son el Sol, la Luna o planetas o sus equivalentes "declinación" y "ángulo Horario a Greenwich de Aries" más "Ángulo Sidéreo" si son estrellas (datos que aparecen en el Almanaque Náutico). Lamentablemente, encontrar el o los puntos de la superficie terrestre donde se cortan dos o más "círculos de igual altura" requiere unos cálculos matemáticos especialmente arduos por lo que para localizar el punto de corte "útil" se recurre a estrategias que lo simplifican: si se recurriese solamente a métodos gráficos para calcular tal punto de corte "útil" la imprecisión sería muy importante -aunque de todas formas se han desarrollado esferas mecánicas que permiten encontrar tal punto de corte con una cierta precisión-.
Con el método de St. Hilaire este cálculo también se simplifica y aunque se pierde algo la exactitud, esta es aún suficiente a efectos prácticos: consiste en trazar tangentes a los "círculos de igual altura" de dos o más astros en los puntos donde tales círculos son cruzados por las líneas de los azimuts que van desde una "situación ficticia" auxiliar común llamada "situación de estima" -situación en que se encuentra aproximadamenteel navegante- hasta el "pie" de cada uno de esos astros. Si la "situación de estima" escogida no es muy distante de la situación real, el punto donde se cortan tales tangentes está muy próximo a donde se cortan los correspondientes "círculos de igual altura" por lo que, aunque tal punto no es exactamente donde se encuentra el navegante, a efectos prácticos se le acepta como situación en que se encuentra el navegante. Para trazar tales tangentes -llamadas "líneas de posición" o "rectas de altura"- se sigue el siguiente procedimiento: en el triángulo esférico situado sobre la superficie terrestre cuyos vértices son el Polo Norte, la "situación de estima" y el "pie del astro" y cuyos lados son la colatitud "de estima" (=90-latitud), la proyección en la superficie terrestre de la codeclinacion "real" del astro y la proyección en la superficie terrestre de la coaltura "de estima", se calcula matemáticamente la altura "de estima" (la altura a la que se vería el astro si se estuviera en la "situación de estima") usando los factores codeclinacion "auténtica", colatitud "de estima" y ángulo Horario local en el polo Norte "de estima", obtenido este último sumando la longitud "de estima" (con valor - si es W o + si es E) al "ángulo Horario a Greenwich" "real" del astro si tal astro es el Sol, la Luna o un planeta, o al "ángulo Horario a Greenwich de Aries" más el "Ángulo Sidéreo" si el astro es una estrella. A continuación se calcula el azimut en que está el "pie de astro" respecto a la "situación de estima" resolviendo también matemáticamente el triángulo esférico formado por la codeclinacion "real" (tomada del Almanaque Náutico), la coaltura "de estima" calculada y la colatitud "de estima".
Partiendo de estos datos (latitud y longitud de la "situación de estima", la altura "de estima" calculada, el azimut "de estima" calculado y la altura "real" medida con el sextante de cada astro a usar en el cálculo) se obtienen gráficamente los restantes: en la carta náutica desde la "situación de estima" se trazan las líneas de los azimuts "calculados" que irían a los "pie de astro" de cada astro. A cada línea de azimut se le traza una perpendicular en un punto que dista de la situación "de estima" de la que parte la diferencia en minutos de grado (equivalentes a millas náuticas) que hay entre la altura "de estima" calculada y la altura "real" medida con el sextante, lo cual equivale a restar de la coaltura de estima calculada el valor de la coaltura real. Esta perpendicular a la línea del azimut "calculado" es tangente al "círculo de igual altura""real" del astro en el punto en que tal línea del azimut "calculado" se corta con este círculo dado que la diferencia entre altura real y altura calculada equivale a la diferencia entre el radio del "círculo de igual altura" "real" y el radio que tendría un "círculo de igual altura" si se estuviera en la situación de estima dado que ambos "círculos de igual altura", el "real" y el que pasaría por la "situación de estima", son concéntricos y diferenciados en la longitud de sus radios, que, como se ha comentado, son las coalturas "real" y "de estima" respectivamente. El punto de la superficie terrestre donde se cortan dos o más de estas tangentes a los "círculos de igual altura" está muy próximo a donde se cortarían tales "círculos de igual altura" por lo que se le acepta como situación en que se encuentra el navegante a pesar de ser solo una aproximación. La fórmula general para resolver el triángulo esférico puede ser: si "a", "b" y "c" son sus "lados" y "A" el "ángulo" opuesto a "a": cos a=cosbxcosc+senbxsencxcosA y también cos a = sen (90-a) y sen a = cos(90-a).
Estas ecuaciones se resuelven recurriendo a los datos que proporcionan tablas de logaritmos de funciones trigonométicas o calculadoras electrónicas; también mediante tablas precalculadas para un gran número de situaciones de estima para las que dan azimuts de estima y altura de estima para los astros más visibles en la zona. Uno de los problemas que plantea esta forma de encontrar la situación del navegante es que si se emplea el Sol como astro para el cálculo solamente hay un astro visible por ser de día por lo que se ha de esperar un tiempo en ese lugar y repetir el cálculo cuando el Sol se haya "desplazado" para así tener al menos dos tangentes a esos sucesivos círculos de igual altura del Sol; en caso de haber habido desplazamiento del navegante durante ese tiempo, tras encontrar la segunda tangente se desplaza sobre ella la primera tangente, manteniéndola paralela a la original, según el rumbo y la distancia navegada en ese lapso de tiempo. Si se emplean las estrellas o los planetas como astros no se puede ver el horizonte por ser de noche con lo que no se puede medir con exactitud sus alturas sobre el horizonte salvo en un breve lapso en la puesta o en la salida del Sol. Recientemente se ha solventando este problema recurriendo a un visor intensificador de luz colocado en el sextante lo que permite ver el horizonte aunque sea de noche.

### Ageton
Hacia 1930 Ageton, por entonces estudiante en la Academia Naval de Annapolis (Estados Unidos), inventó el método de reducción que lleva su nombre. Este método utiliza una pequeña tabla de logaritmos de las funciones trigonométricas y un proceso que simplifica los cálculos grandemente. Las tablas de Ageton fueron publicadas por la Oficina Hidrográfica de Estados Unidos en 1931 con la denominación H.O. 211.
El sistema es útil todavía hoy por ejemplo porque permite llevar el librillo con las tablas dentro de la caja del sextante. A pesar de ello los cálculos de reducción llevan un rato y son propensos a errores, sobre todo para el piloto falto de práctica. Luego se han desarrollado otros métodos similares como el método de Davies que se incluye con el almanaque náutico publicado por Estados Unidos pero ninguno de esos métodos se aproxima a la belleza y simplicidad del método de Ageton. 
Desde finales del siglo XIX hasta pasada la Segunda Guerra Mundial hubo un constante trabajo en todo el mundo para buscar sistemas simplificados de reducción de observaciones pero pocos métodos ganaron difusión mundial sino que cada nación favorecía los propios. Aparte del método de Ageton podemos nombrar el ya citado de Davies y los de Comrie, Dreisonstok, Ogura, etc. Algunos de estos sistemas utilizaban la fórmula del semi-senoverso (Fórmula del semiverseno).

### Tablas pre-calculadas
El método de Ageton y otros similares eran válidos para pilotos marinos pero demasiado lento para pilotos aéreos que necesitaban resolver su posición con mucha más rapidez. En la década de 1940 empezaron a publicarse tablas de triángulos esféricos precalculados de forma que el piloto entraba en las tablas con los tres argumentos de latitud asumida, declinación del astro y diferencia horaria entre el astro y longitud geográfica asumida y obtenía como resultado la altura computada Hc y el acimut computado Z. 
El piloto se veía obligado a asumir una posición de latitud igual a un grado entero, sin parte fraccionaria, y a asumir una longitud que hiciera la diferencia horaria igual a un grado entero también. Esta restricción no es especialmente incómoda y se ganaba mucho en velocidad por lo que estos métodos se desarrollaron mucho a partir de la Segunda Guerra Mundial y culminaron con la publicación por el gobierno estadounidense de las tablas H.O. 249 para aviadores y, más tarde, las tablas H.O. 229 para pilotos marinos. Ambas son esencialmente lo mismo pero las H.O. 229 dan algo más de precisión y son de uso algo más lento. En ambos casos el piloto necesita una voluminosa biblioteca de tablas por lo que otros métodos como el de Ageton pueden ser más adecuados para situaciones como botes salvavidas o donde no se puede cargar con las voluminosas tablas de los métodos como H.O. 249.

### Cálculo electrónico
Con la llegada en las últimas dos décadas del siglo XX de las calculadoras programables y computadores la reducción de observaciones se puede hacer de forma instantánea y sin necesidad de tablas de modo que los métodos manuales pasaron a ser métodos de emergencia para el caso de fallos en los aparatos electrónicos. También se desarrollaron programas de ordenador que calculaban las coordenadas astronómicas que hasta ese momento se habían sacado del almanaque. Esto hizo innecesario el único otro libro utilizado por el piloto para la reducción: el almanaque náutico.

## Presente
Teniendo en cuenta el desarrollo del sistema GPS y otros similares de navegación por satélite, disponibles en todo el mundo, y con receptores que pueden costar la décima parte o menos del precio de un sextante, podemos decir con seguridad que el arte y ciencia de la navegación astronómica han llegado al fin de su camino útil.
El arte de la navegación astronómica se está perdiendo rápidamente y solo sobrevivirá como interés de aficionados. 
La Academia Naval de Annapolis (Estados Unidos), ya no requiere la enseñanza de navegación astronómica a sus cadetes reconociendo que actualmente no tiene objeto. Sin embargo, en España se sigue requiriendo este conocimiento para obtener el título deportivo de Capitán de Yate, toda vez que la tecnología GPS (y similares) dependen de aparatos electrónicos que pueden verse afectados por fallos y errores, mientras que el conocimiento de la navegación astronómica ofrece un sistema menos preciso, más complejo, pero efectivo en caso de que el sistema electrónico deje de funcionar.
De igual manera, las escuelas náuticas mercantes mexicanas aun incluyen en sus programas de estudio la navegación astronómica dado que en las embarcaciones mercantes aun son obligatorias las Enmiendas de Manila al Convenio Internacional sobre Normas de Formación, Titulación y Guardia para la Gente de Mar (1978), y al Código de Formación, Titulación y Guardia para la Gente de Mar, que establecen la necesidad de realizar al menos una observación astronómica al día con el fin de corroborar que los equipos electrónicos funcionen correctamente.
Así mismo, en la Escuela Naval del Perú y en la Escuela Nacional de Marina Mercante de Perú se exige que todos los cadetes navales y náuticos respectivamente, apliquen la navegación astronómica antes que la costera para incentivar su práctica, teniendo también como requisito de ascenso conocer esta técnica de navegación.   
Recientemente, el Dr. Pita Porta de la Universidade da Coruña, ha desarrollado un método de posicionamiento astronómico basado en las hipérbolas esféricas de origen astronómico, que permite eliminar los errores sistemáticos de las observaciones y conocer así los errores accidentales.